# Lo Geronés
Lo Geronés va ser un setmanari d'informació general creat pel Centre Catalanista de Girona el 1894 i el primer exemplar va aparèixer el 7 d'abril, a un preu de deu cèntims. De 1908 fins a la seva desaparició el 16 de febrer de 1909 va ser diari i es va afegir a la capçalera «diari nacionalista». Era d'orientació catalanista i conservadora.
A l'inici va ser imprès a la premsa del Diario de Gerona, dirigit per Santiago Masó, que era força afí a les idees del Centre Catalanista. També va ser dirigit per Frederic Gispert i Serra i després per Joaquim Botet i Sisó, hi col·laboraren entre d'altres Pere Vayreda, Antoni Vives, Emili Saguer i Prudenci Bertrana. El seu contingut és predominantment polític, amb un enfocament catalanista, i conté cròniques de l'estranger, Espanya i Catalunya, així com un apartat de notícies de Girona, precedides de notes oficials i una secció literària important.

## Segona etapa:El Gironès
L'any 1916 la revista començà una segona etapa sota el nom de El Gironès, mentre feia les funcions d'òrgan de la Lliga Regionalista. Rafael Masó i Valentí en dissenyà la capçalera i fins al 1922 mantingué una periodicitat setmanal, que després passà a ser bisetmanal i trisetmanal.
A partir de l'agost de 1917 el setmanari passà a imprimir-se a la Impremta Masó i, tal com explica al catàleg "Treballem per l'art" - La Impremta Masó de Girona (1889-1992) de la Fundació Rafael Masó, s'hi afegiren en els anys següents diversos suplements:
- Nostres Lletres (1919)
- Nostres Arts (1919)
- Nostra Joventut (1919)
- Fulla de Joventut Nacionalista (1921)
- Fulla esportiva d'El Gironès (1922)

La revista deixà de publicar-se definitivament el 6 de desembre de l'any 1924.